# Неизбежное отмщение
«Неизбежное отмщение» (англ. A Matter of Justice) — кинофильм.

## Сюжет
Молодой солдат возвращается со службы домой вместе с женщиной, гораздо старшей его по возрасту, и представляет её родным как свою жену. Мать ослеплённого любовью юноши не принимает этого его решения и всячески старается склонить его к разводу. Через некоторое время становится ясным, что брак разваливается, но внезапно молодого человека жестоко убивают. Мать, будучи уверенной в виновности своей невестки, решает добиться правосудия для неё и получить опекунство над ребёнком сына.

## В ролях
- Пэтти Дьюк — Мэри Браун
- Мартин Шин — Джек Браун
- Александра Пауэрс — Дасти
- Джейсон Лондон — Крис
- Джефф Кобер — Талбот